# Boris McGiver
Boris McGiver (Cobleskill, 23 gennaio 1962) è un attore statunitense.
È conosciuto al pubblico per aver recitato in Lincoln e House of Cards.
Figlio dell'attore John McGiver e di Ruth Schmigelsky, suo padre morì per un infarto quando aveva 13 anni.
Ha debuttato al cinema nel 1987 nel film Ironweed.

## Filmografia

### Cinema
- Ironweed, regia di Héctor Babenco (1987)
- Little Odessa, regia di James Gray (1994)
- Funny Money - Come fare i soldi senza lavorare (Funny Money), regia di Donald Petrie (1996)
- Il prezzo della libertà (Cradle Will Rock), regia di Tim Robbins (1999)
- Jesus' Son, regia di Alison Maclean (1999)
- Connie e Carla, regia di Michael Lembeck (2004)
- New York Taxi (Taxi), regia di Tim Story (2004)
- La Pantera Rosa (The Pink Panther), regia di Shawn Levy (2006)
- Fur - Un ritratto immaginario di Diane Arbus (Fur: An imaginary portrait of Diane Arbus), regia di Steven Shainberg (2006)
- Dark Matter, regia di Shi-Zheng Chen (2007)
- The Clique, regia di Michael Lembeck (2008)
- Motel Woodstock, regia di Ang Lee (2009)
- The Green, regia di Steven Williford (2011)
- Lincoln, regia di Steven Spielberg (2012)
- Josephine, regia di Rory Feek (2016)
- Point Blank - Conto alla rovescia (Point Blank), regia di Joe Lynch (2019)

### Televisione
- Law & Order - I due volti della giustizia (Law & Order) – serie TV, 4 episodi (1992-2009)
- Una vita da vivere (One Life to Live) – serie TV (1997)
- New York Undercover – serie TV, 1 episodio (1998)
- Witness to the Mob – film TV (1998)
- Trinity – serie TV, 1 episodio (1998)
- Squadra emergenza (Third Watch) – serie TV, 1 episodio (2000)
- Così gira il mondo (As the World Turns) – serie TV, 1 episodio (2001)
- Queens Supreme – serie TV, 1 episodio (2003)
- The Jury – serie TV, 1 episodio (2004)
- Rescue Me – serie TV, 1 episodio (2005)
- Kidnapped – serie TV, 2 episodi (2006)
- The Wire – serie TV, 6 episodi (2006)
- 30 Rock – serie TV, 1 episodio (2007)
- Canterbury's Law – serie TV, 1 episodi (2008)
- John Adams – miniserie TV (2008)
- Law & Order: Criminal Intent – serie TV, 2 episodi (2005-2009)
- The Good Wife – serie TV, 1 episodio (2010)
- Unforgettable – serie TV, 1 episodio (2012)
- Damages – serie TV, 2 episodi (2012)
- Person of Interest – serie TV, 13 episodi (2012-2014)
- Blue Bloods – serie TV, 1 episodio (2013)
- White Collar - Fascino criminale (White Collar) – serie TV, 2 episodi (2013-2014)
- House of Cards – serie TV, 31 episodi (2013-2018)
- Boardwalk Empire - L'impero del crimine (Boardwalk Empire) – serie TV, 6 episodi (2014)
- Turn: Washington's Spies – serie TV, 2 episodi (2014)
- Forever – serie TV, 1 episodio (2015)
- Allegiance – serie TV, 2 episodi (2015)
- Flesh and Bone – miniserie TV, 1 episodio (2015)
- Crisi in sei scene (Crisis in Six Scenes) – miniserie TV, 1 episodio (2016)
- The Blacklist – serie TV, Tobias Reuther (2017)
- Servant – serie TV, 2 episodi (2019)
- For Life – serie TV, 10 episodi (2019-2020)
- Evil – serie TV, 16 episodi (2019-2024)

## Videogiochi
- Homefront (2011) - Voce di Brooks

## Doppiatori italiani
Nelle versioni in italiano delle opere in cui ha recitato, Boris McGiver è stato doppiato da:
- Angelo Maggi in Unforgettable, Lincoln, Blue Bloods
- Stefano De Sando in For Life, Evil
- Gaetano Lizzio in 30 Rock
- Massimiliano Lotti in Law & Order: Criminal Intent  (ep. 8x13)
- Antonio Sanna in The Good Wife
- Sergio Lucchetti in Person of Interest
- Simone Mori in White Collar
- Roberto Draghetti in House of Cards - Gli intrighi del potere
- Pasquale Anselmo in Boardwalk Empire - L'impero del crimine
- Edoardo Nordio in Flesh and Bone
- Saverio Indrio in The Blacklist
- Luca Biagini in Point Blank - Conto alla rovescia

Da doppiatore è stato sostituito da:
- Alberto Olivero in Homefront